# Josef Rädlinger Bauunternehmen
Die Josef Rädlinger Unternehmensgruppe ist ein familiengeführtes Bauunternehmen in den Bereichen Verkehrswegebau, Asphaltbau, Ingenieurbau, Hochbau und Planung, Netz- und Rohrleitungsbau, Horizontalbohrtechnik sowie Roh- und Baustoffe. Die JR Unternehmensgruppe beschäftigt circa 2000 Mitarbeiter an neun Standorten in Deutschland. Im Geschäftsjahr 2021 lag der Umsatz bei rund 400 Millionen Euro. Der Unternehmenssitz befindet sich in Windischbergerdorf/Oberpfalz.

## Geschichte
Das Unternehmen wurde 1963 in Windischbergerdorf bei Cham in der Oberpfalz durch Josef Rädlinger sen. als Fuhrunternehmen und Kiesbaggerei gegründet. 1971 erfolgte die Gründung der Josef Rädlinger Bauunternehmen GmbH. 1991 wurde die erste Niederlassung der Rädlinger Bauunternehmung im thüringischen Altenburg errichtet. 1995 folgte die Eröffnung einer Transportbeton-Mischanlage in der Nähe des Chamer Firmensitzes in Weiding. 1995 fand die Gründung der Rädlinger Straßen- und Tiefbau GmbH in Selbitz statt. Die Josef Rädlinger Ingenieurbau GmbH gehört seit 2002 zur Unternehmensgruppe. 2005 erfolgte die Gründung der S.C. Trust Constructii Rädlinger S.R.L. in Rumänien.
Die Firma befindet sich in zweiter Generation im Familienbesitz.

## Unternehmensgruppe in Deutschland
- Josef Rädlinger Bauunternehmen GmbH, Cham
- Rädlinger Asphaltbau GmbH, Cham
- Josef Rädlinger Kiesbaggerei und Fuhrunternehmen GmbH & Co.KG, Cham
- Josef Rädlinger Bauunternehmen GmbH, Zweigniederlassung Leipzig
- Rädlinger Straßen- und Tiefbau GmbH, Selbitz
- Josef Rädlinger Ingenieurbau GmbH, Windorf
- Rädlinger Blauberg GmbH, Blauberg
- Josef Rädlinger Planungs GmbH

## Unternehmensgruppe International
- S.C. Trust Constructii Rädlinger S.R.L., Rumänien